# Richie Hearn
Richie Hearn, född den 4 januari 1971 i Glendale, Kalifornien, USA, är en amerikansk racerförare.

## Racingkarriär
Hearn vann Toyota Atlantic Championship 1995, vilket gav honom chansen med Della Penna Motorsports, för vilka han körde bådeIndy Racing League och CART under slutet av 1990-talet. Han blev som bäst sextonde i CART, vilket han blev 1998. Han vann sitt enda toppnivårace i karriären på Las Vegas Motor Speedway i IRL 1996. Hans bästa placering i IRL kom 1996 med en fjärdeplats i sprintserien på tre race. Han körde sin sista fulla säsong 2002, där han slutade på femtonde plats i IndyCar. Han avslutade sedan karriären och startade Hearn Motorsports i Star Mazda Championship.